# Dedalopterus signatus
Dedalopterus signatus är en skalbaggsart som beskrevs av Moser 1908. Dedalopterus signatus ingår i släktet Dedalopterus och familjen Melolonthidae. Inga underarter finns listade i Catalogue of Life.